# نبیل قریشی
نبیل آصف قریشی (اردو: نبیل قریشی؛ ۱۳ آوریل ۱۹۸۳ – ۱۶ سپتامبر ۲۰۱۷) یک مدافع الهیات مسیحی و مبشر پاکستانی-آمریکایی است. قریشی که در خانواده‌ای احمدی متدین، (فرقه‌ای از اسلام که توسط جریان اصلی اسلام، نامسلمان شمرده می‌شود)، پرورش یافته بود، پس از چندین سال مباحثه با یک دوست مسیحی، در دوران دانشجویی به مسیحیت گروید.
قریشی پس از دریافت دکترای پزشکی از دانشکده پزشکی ویرجینیای شرقی، مدرک کارشناسی ارشد در رشته الهیات را از دانشگاه دوک و مدرک دانشوری در رشته یهودیت و مسیحیت را از دانشگاه آکسفورد کسب کرد و از سال ۲۰۱۳ تا ۲۰۱۷ به عنوان مدافع الهیات مسیحی با سازمان بین‌المللی راوی زکریا (RZIM) همکاری کرد. در اوت ۲۰۱۶، قریشی اعلام کرد که به سرطان معده مرحله چهارم مبتلا شده است. او پس از یک سال درمان، در ۱۶ سپتامبر ۲۰۱۷ درگذشت.

## زندگی‌نامه
قریشی در سن دیگو، کالیفرنیا، از والدینی احمدی پاکستانی که به ایالات متحده مهاجرت کرده بودند، متولد شد. پدرش در طول دوران کودکی قریشی در نیروی دریایی ایالات متحده خدمت کرد و پیش از بازنشستگی، به درجه ناوبان فرماندهی رسید. قریشی خانه دوران کودکی خود را با کلماتی مثبت توصیف کرد و گفت که والدینش «عشق به دیگران و عشق به میهن را الگو قرار دادند.»
در سال ۲۰۰۱، قریشی در دانشگاه اولد دومینیون در ویرجینیا تحصیل کرد و به عنوان رئیس انجمن افتخار پیش‌پزشکی فعالیت می‌کرد. او همچنین به مطالعه دفاعیات اسلامی می‌پرداخت و با مسیحیان وارد بحث‌های مذهبی می‌شد. پس از یکی از این بحث‌ها با یک مسیحی در دانشگاه اولد دومینیون به نام دیوید وود، این دو با هم دوست شدند و سال‌ها به بحث دربارهٔ ادعاهای تاریخی مسیحیت و اسلام پرداختند. به گفته قریشی، وود او را تشویق کرد تا مسیحیت و اسلام را با دیدگاهی یکسان و عینی بررسی کند. قریشی روایت می‌کند که از ایمان و جامعه احمدی خود راضی بود و نمی‌خواست آن را ترک کند، اما در نهایت پس از سال‌ها گفتگو با وود، به مسیحیت گروید. او گرویدنش را «دردناک‌ترین کاری که تا به حال انجام داده بود» توصیف کرد، زیرا پس از آن بیشتر دوستی‌ها و روابط خود را با مسلمانان دیگر از دست داد.
قریشی با میشل ازدواج کرد. این زوج یک دختر به نام آیه داشتند که در اوت ۲۰۱۵ به دنیا آمد و نامش از یک شهید مسیحی گرفته شده بود.

### تحصیلات و حرفه
قریشی داستان گرویدن شخصی خود را در اولین کتابش با عنوان "در جستجوی الله، یافتن یسوع" شرح داد که به پرفروش‌ترین کتاب نیویورک تایمز تبدیل شد و برای اولین بار در تاریخ جوایز، جایزه کتاب مسیحی را در هر دو بخش "بهترین نویسنده جدید" و "بهترین کتاب غیرداستانی سال ۲۰۱۵" دریافت کرد. پس از آن، مجله مسیحیت امروز در داستان روی جلد خود در ژوئیه ۲۰۱۴، قریشی را به عنوان یکی از "۳۳ نفر زیر ۳۳ سال" در میان رهبران مذهبی نوظهور معرفی کرد.
قریشی پس از فارغ‌التحصیلی از دانشگاه اولد دومینیون، در دانشکده پزشکی ویرجینیای شرقی تحصیل کرد. پس از دریافت دکترای پزشکی (MD) از آنجا، قریشی تصمیم گرفت زندگی خود را وقف مطالعه و موعظه انجیل مسیحی کند و به عنوان سخنران برای سازمان بین‌المللی راوی زکریا مشغول به کار شد. او پس از آن مدرک کارشناسی ارشد در دفاعیات الهیاتی از دانشگاه بیولا و در الهیات از دانشگاه دوک را تکمیل کرد. او مدرک MPhil در یهودیت و مسیحیت را در دانشگاه آکسفورد کسب کرد و در زمان مرگش در سال ۲۰۱۷، مشغول تکمیل مدرک DPhil در مطالعات عهد جدید در دانشگاه آکسفورد بود. قریشی برای دانشجویان بیش از صد دانشگاه از جمله دانشگاه آکسفورد، دانشگاه کلمبیا، دارتموث کالج، دانشگاه کرنل، دانشگاه بیولا، دانشگاه جانز هاپکینز و دانشگاه هنگ کنگ سخنرانی کرد. او در ۱۸ مناظره عمومی با داوری، در سراسر آمریکای شمالی، اروپا و آسیا شرکت کرد. در سال ۲۰۱۵، قریشی در دانشگاه وین استیت با شبیر الی، محقق مسلمان، مناظره کرد.

### دستگیری در سال ۲۰۱۰ و عذرخواهی شهر دیربورن
در ۱۸ ژوئن ۲۰۱۰، قریشی به همراه دیوید وود و پال رزکالا در جشنواره عربی دیربورن به اتهام «برهم زدن آرامش» دستگیر شدند. شهر دیربورن بعداً تشخیص داد که قریشی، وود و رزکالا «در حال گفتگوی مسالمت‌آمیز دربارهٔ ایمان مسیحی خود با چندین نفر از شرکت‌کنندگان جشنواره» بودند، اما دستگیری بر اساس اطلاعات نادرست از سوی برخی از کارکنان و شرکت‌کنندگان جشنواره صورت گرفته بود. بلافاصله پس از آن، جان بی. اورایلی جونیور، شهردار دیربورن، بیانیه‌ای در دفاع از دستگیری‌ها منتشر کرد و گفت: «نقض واقعی حقوق متمم اول قانون اساسی زمانی اتفاق می‌افتد که Acts 17 Apologetics سعی می‌کند وانمود کند که قربانی بوده است، در حالی که نقض واقعی حمله آنها به شهر دیربورن به دلیل داشتن تسامح برای همه ادیان از جمله باورمندان به قرآن است.»
قریشی، وود و رزکالا بلافاصله پس از آن تبرئه شدند، زمانی که شواهد ویدئویی نشان داد که در طول جشنواره، آنها توسط گروه کوچکی از نوجوانان مسلمان مورد پرسش قرار می‌گرفتند و نظم عمومی را مختل نمی‌کردند. پس از تبرئه، این سه نفر یک دعوای حقوقی جداگانه علیه شهردار اورایلی، رئیس پلیس رونالد حداد، ۱۷ افسر پلیس و دیگران، با حمایت مرکز حقوقی آزادی آمریکا تشکیل دادند. دادگاه به نفع قریشی، وود و رزکالا رأی داد و تشخیص داد که دیربورن، میشیگان حقوق اساسی آنها را نقض کرده و هیچ مبنای قانونی برای دستگیری آنها وجود نداشته است. در سال ۲۰۱۳، شهر دعوا را حل و فصل کرد. به عنوان بخشی از این توافق، شهر موظف شد که یک عذرخواهی رسمی صادر کند و آن عذرخواهی را به مدت سه سال در وب‌سایت خود حفظ کند. شهردار اورایلی این حکم را پذیرفت و به تصمیم دادگاه مبنی بر بی‌اساس بودن دستگیری اشاره کرد. رابرت مایز، سخنگوی مرکز حقوقی آزادی آمریکا، از این تصمیم تمجید کرد و خواستار پاسخگویی شرکت‌کنندگان جشنواره که اطلاعات نادرست منجر به دستگیری را ارائه کرده بودند، شد.
در نتیجه وقایع دیربورن، Acts 17 Apologetics بر «آزادی بیان، شریعت در غرب و اسلام» متمرکز شد. این امر منجر به ترک قریشی و تأسیس وزارتخانه‌های Creed 2:6 شد که بر به اشتراک گذاشتن انجیل تمرکز داشت. قریشی در سال ۲۰۱۳ به سازمان بین‌المللی راوی زکریا پیوست.

### تفسیر تروریسم بین‌المللی مسلمانان
پس از بمب‌گذاری‌های ۲۰۱۶ بروکسل و ظهور داعش در عراق و سوریه، قریشی مقاله‌ای در یواس‌ای تودی نوشت که در آن بیان کرد، از دیدگاه او، تروریسم اسلامی ناشی از تفسیری تحت‌اللفظی از قرآن، به ویژه سوره ۹ است. او همچنین نوشت که معتقد است این دقیق‌ترین برداشت از قرآن است، اما خاطرنشان کرد که بیشتر مسلمانان به این تفسیر پایبند نیستند. هنگامی که نویسندگان مسلمان به این ارزیابی با انتقاد پاسخ دادند، قریشی مقاله‌ای دیگر برای هافینگتون پست نوشت و اظهار داشت که از پاسخ به مقاله اولیه خود قدردانی می‌کند و از گفتگو استقبال می‌کند، و افزود: «چنین گفتگو و بحث عمومی کلید پیشرفت و ریشه‌یابی جهاد است.» او این موضع خود را در کتاب دومش، پاسخ به جهاد، بیشتر بسط داد و دیدگاه‌های خود را در مصاحبه با فاکس نیوز مورد بحث قرار داد.

## تشخیص سرطان و مرگ
در ۳۰ اوت ۲۰۱۶، قریشی اعلام کرد که در مراحل پیشرفته سرطان معده قرار دارد. او در فیس‌بوک نوشت: «این اعلانی است که هرگز انتظار نداشتم آن را بگویم، اما خدا در حکمت بی‌نهایت و حاکمیت خود مرا برای این پالایش انتخاب کرده است، و دعا می‌کنم که از طریق بدن و روح من جلال یابد. من و خانواده‌ام خبردار شده‌ایم که به سرطان معده پیشرفته مبتلا هستم و پیش‌آگهی بالینی کاملاً ناگوار است. با این حال، ما به شدت به دنبال بهبودی خواهیم بود، هم پزشکی و هم معجزه‌آسا، با تکیه بر خدا و این واقعیت که او قادر است بی‌اندازه بیشتر از آنچه ما می‌خواهیم یا تصور می‌کنیم انجام دهد.»
در ۸ سپتامبر ۲۰۱۷، پس از چندین ماه درمان، از جمله برداشتن جراحی معده، قریشی ویدئویی را در شبکه‌های اجتماعی منتشر کرد که در آن اعلام کرد تحت مراقبت‌های تسکینی قرار گرفته است. در همان ویدئو، او پیروان خود را به گفتگوی بین ادیان محترمانه تشویق کرد و گفت: «هنگامی که به وزارت من می‌اندیشید، امیدوارم میراثی از عشق، صلح، حقیقت، و مراقبت از یکدیگر به جای بگذارد. این امید و هدف من در پس این کار است.» در طول بیماری‌اش، قریشی مشغول تکمیل DPhil در مطالعات عهد جدید در دانشگاه آکسفورد بود. او در ۱۶ سپتامبر ۲۰۱۷، در سن ۳۴ سالگی بر اثر سرطان معده درگذشت. دو ماه بعد، پدر قریشی، که یک احمدی مذهبی بود، ویدئویی منتشر کرد و از پیروان قریشی برای حمایت و دعاهایشان برای خانواده پس از مرگ او تشکر کرد.

## تالیفات
- در جستجوی الله، یافتن یسوع: یک مسلمان متدین با مسیحیت روبرو می‌شود (زوندرون، فوریه ۲۰۱۴)
- پاسخ به جهاد: راهی بهتر رو به جلو (زوندرون، مارس ۲۰۱۶)
- هیچ خدایی جز یکتا: الله یا یسوع (زوندرون، اوت ۲۰۱۶)